# Monaster Kazańskiej Ikony Matki Bożej w Harbinie
Monaster Kazańskiej Ikony Matki Bożej – dawny monaster w Harbinie, jeden z klasztorów prawosławnych założonych w Chinach przez rosyjską misję prawosławną.
Monaster musiał istnieć przed 1924, gdyż w tym roku, 4 sierpnia arcybiskup Harbinu Metody (Gierasimow) pobłogosławił budowę jego głównego soboru poświęconego Kazańskiej Ikonie Matki Bożej. W męskim klasztorze znajdowały się dwie ikony otaczane lokalnym kultem, uważane przez prawosławnych mieszkańców Harbinu za cudowne ikony Włodzimierskiej Ikony Matki Bożej oraz Ikona Matki Bożej „Gorejący Krzew”. Główna cerkiew posiadała również ikonę św. Pantelejmona, dar mnichów z Athos. 
Monaster stracił stopniowo swój rosyjski charakter. Jego ostatnim przełożonym był Chińczyk, hieromnich Szymon (Bai). Działał jeszcze w 1954, kiedy wydano nawet okolicznościowe karty z okazji jego trzydziestolecia. Data likwidacji klasztoru jest nieznana. 